# Rectinerva braconidiformis
Rectinerva braconidiformis is een insect uit de familie van de Mantispidae, die tot de orde netvleugeligen (Neuroptera) behoort. 
Rectinerva braconidiformis is voor het eerst wetenschappelijk beschreven door Handschin in 1959.